# كارل وندغرين
كارل وندغرين (بالإنجليزية: Carl Lundgren) هو لاعب كرة قاعدة أمريكي، ولد في 16 فبراير 1880 في مارينغو في الولايات المتحدة، وتوفي بنفس المكان في 21 أغسطس 1934.

## وصلات خارجية
- كارل وندغرين على موقعبيزبول رفرنس.كوم (الدوري الرئيسي) (الإنجليزية)
- كارل وندغرين على موقعبيزبول رفرنس.كوم (الدوري الثانوي) (الإنجليزية)